# Microregiunea Pécs
Microregiunea Pécs (în maghiară Pécsi kistérség) a fost o microregiune statistică (kistérség) din județul Baranya, Ungaria.
Cu o populație de 186.035 locuitori și o suprafață de 570,83 km2, aceasta a existat până în 2014, când în Ungaria, microregiunile ”kistérségek” au fost înlocuite de districte (járások).